# DETA Air
D. E. T. A. LLP, діюча як DETA Air, — колишня казахстанська авіакомпанія зі штаб-квартирою в місті Алмати, що працювала в сфері пасажирських і вантажних авіаперевезень з аеропортів Алмати і Шимкента.
Основними пунктами призначення перевізника були міжнародний аеропорт Чхеклапкок (Гонконг) і аеропорт Стамбулу імені Сабіхи Гекчен.

## Історія
Авіакомпанія DETA Air була заснована в 2003 році. У сучасному періоді в структуру компанії входять власне сам авіаперевізник, туристичний підрозділ, агентство з продажу авіаквитків і вантажний підрозділ.
В даний час польотів не здійснює.

## Маршрутна мережа

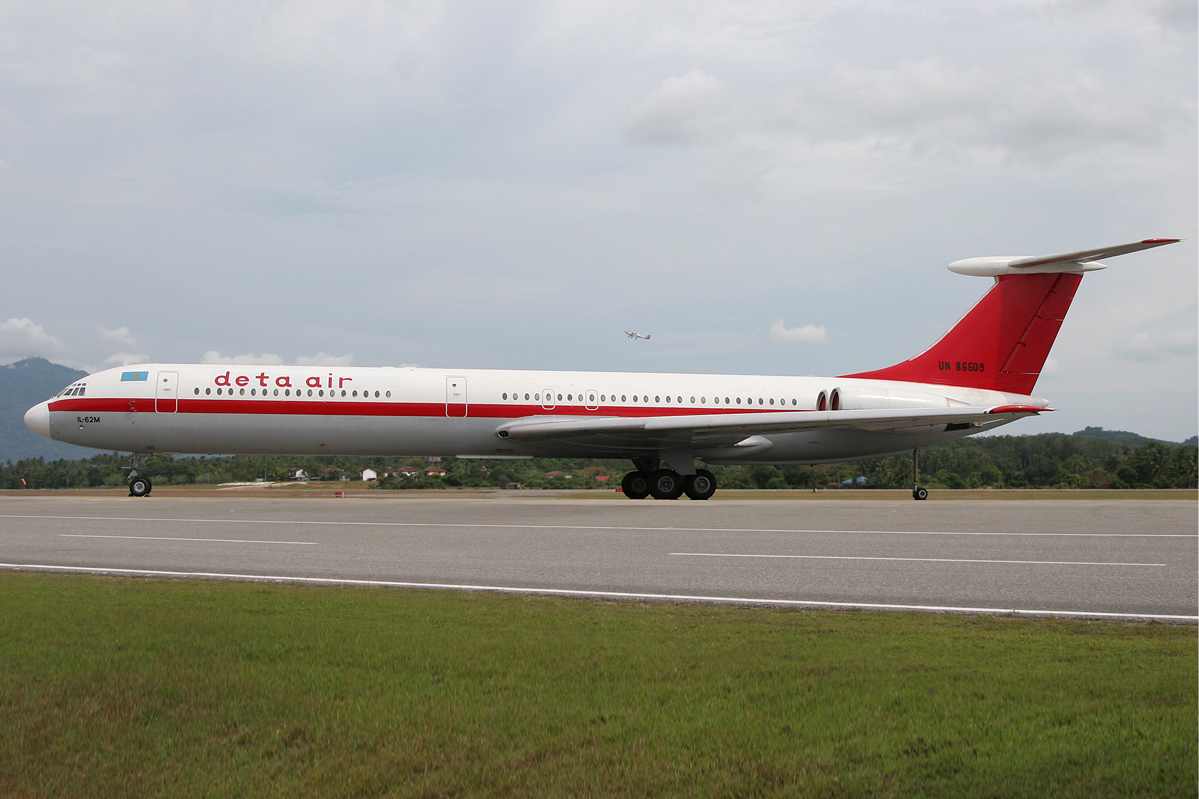
Іл-62М авіакомпанії DETA Air в міжнародному аеропорту Лангкаві (Малайзія)

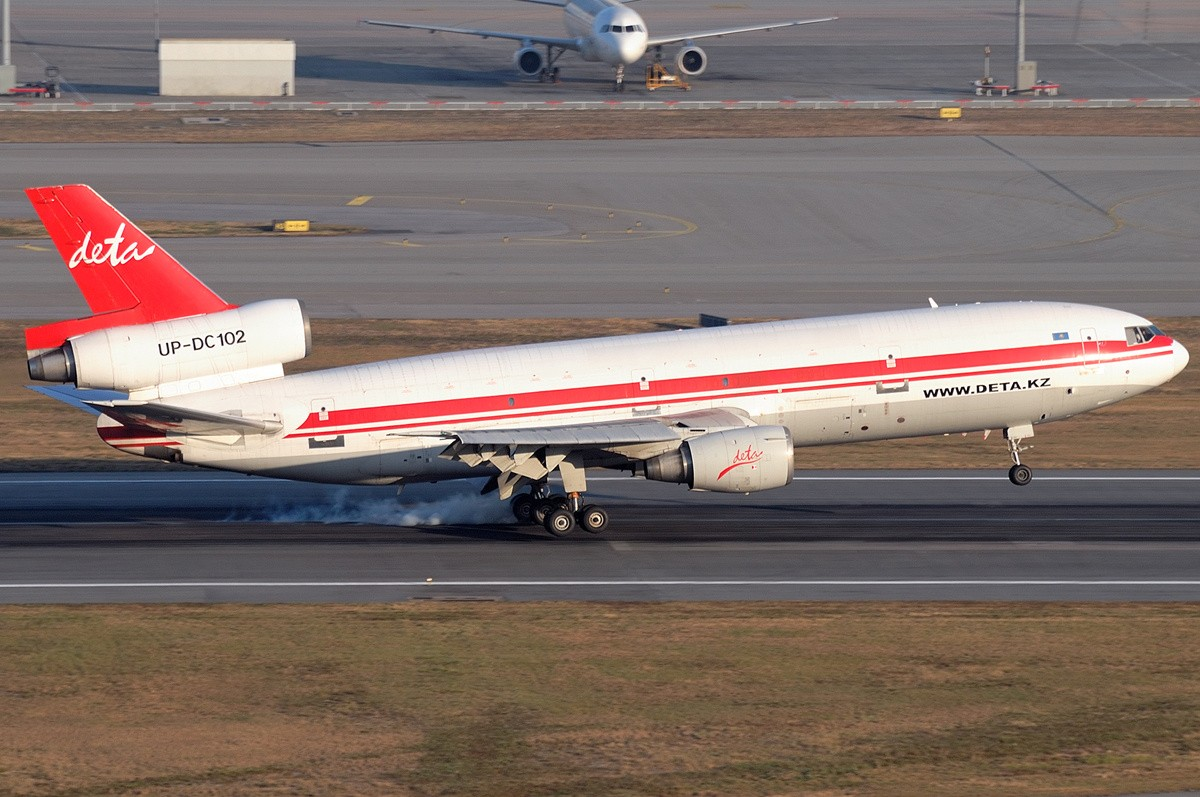
McDonnell Douglas-DC-10-40(F) (реєстраційний UP-DC102) авіакомпанії DETA Air в гонгконгском аеропорту Чхеклапкок

В кінці 2011 року маршрутна мережа авіакомпанії DETA Air охоплювала наступні пункти призначення:
- КНР
  - Хух-Хото — міжнародний аеропорт Хух-Хото Баїта (чартерні)
- Грузія
  - Тбілісі — міжнародний аеропорт Тбілісі (чартерні)
- Казахстан
  - Алмати — міжнародний аеропорт Алмати
  - Шимкент — аеропорт Шимкент
- Гонконг
  - міжнародний аеропорт Чхеклапкок (вантажні)
- Туреччина
  - Стамбул — Аеропорт Стамбулу імені Сабіхи Гекчен (вантажні)

## Авіаподії
24 липня 2009 року в аеропорту іранського міста Мешхед зазнав аварії літак Іл-62 казахстанській авіакомпанії Deta Air, відданий в лізинг іранському перевізнику Aria Airlines. В результаті 16 людей, що знаходилися в носовій частині літака, загинули, у тому числі досвідчені льотчики — громадяни Казахстану

## Флот
Станом на 22 грудня 2011 року повітряний флот авіакомпанії DETA Air становили такі літаки: